# Фонтан

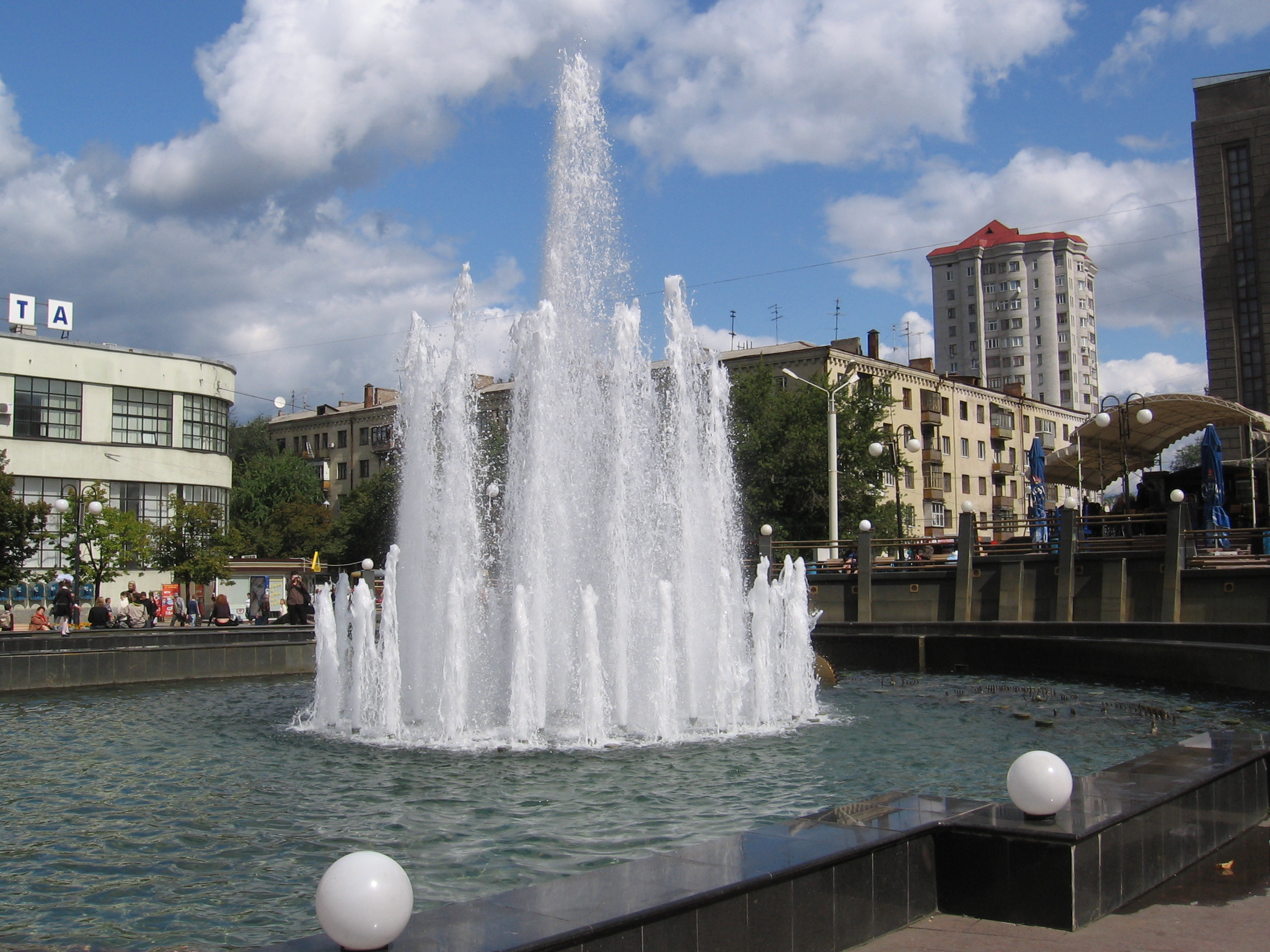
Фонтан на привокзальній площі. Харків. 2009.

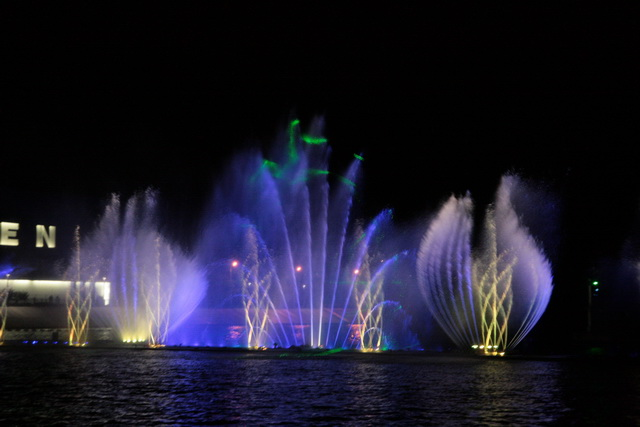
Фонтан Рошен

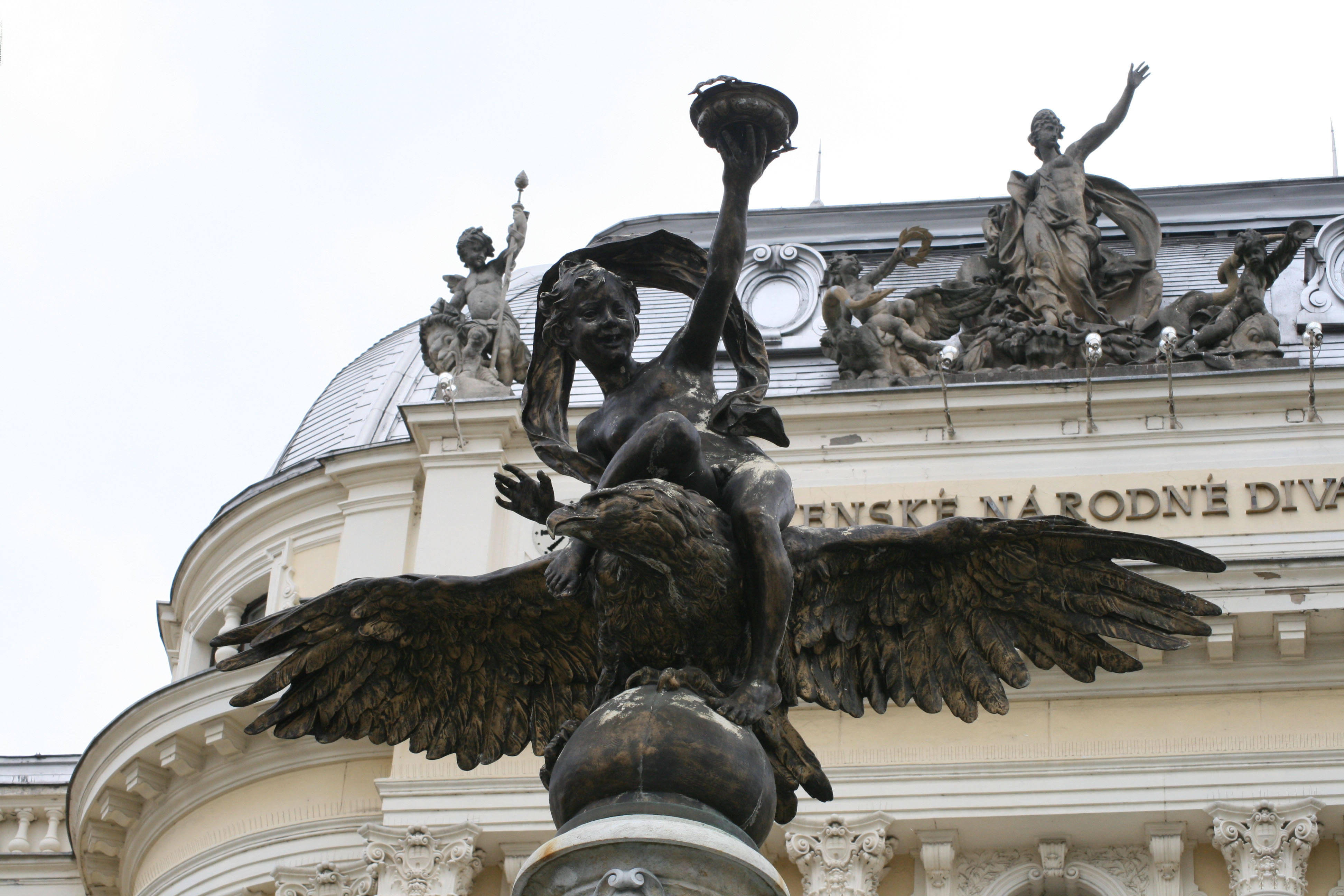
Фонтан Ганімед перед оперним театром, м. Братислава, Словаччина, 1888 р. Скульптор Віктор Оскар Тілгнер.

Фонта́н (через італ. fontana від лат. fons, род. відм. fontis — «джерело, гейзер, причина»), водограй — струмінь води, який б'є вгору або витікає під тиском, а також спеціальний прилад, що забезпечує викидання води, і споруда, що його обрамляє.

## Цікаві факти
Єдиний в Україні і найбільший в Європі плавучий фонтан — це Фонтан Roshen — фонтан що, збудований в річищі Південного Бугу поблизу острова Кемпа (Фестивальний). За оцінками експертів входить в десятку найкращих і видовищних фонтанів світу.

## Галерея

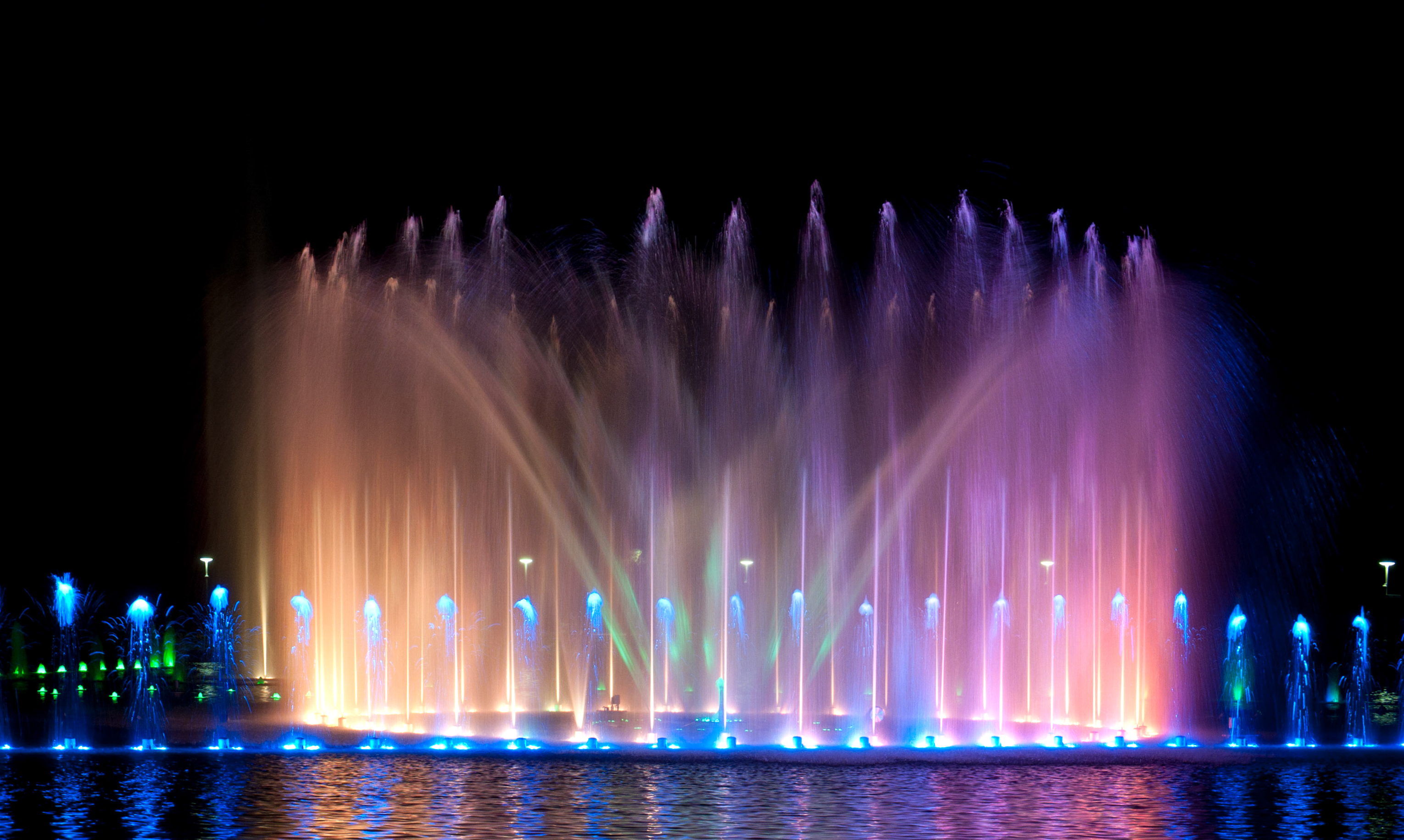
Вроцлав Мультимедіа фонтан
Фонтан у Вінниці
Фонтан у Вінниці
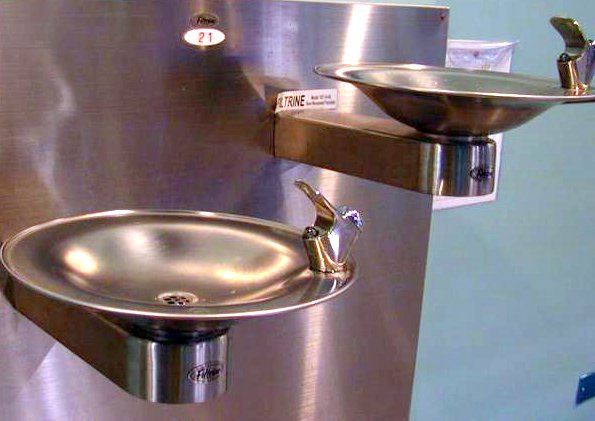
Питні фонтани
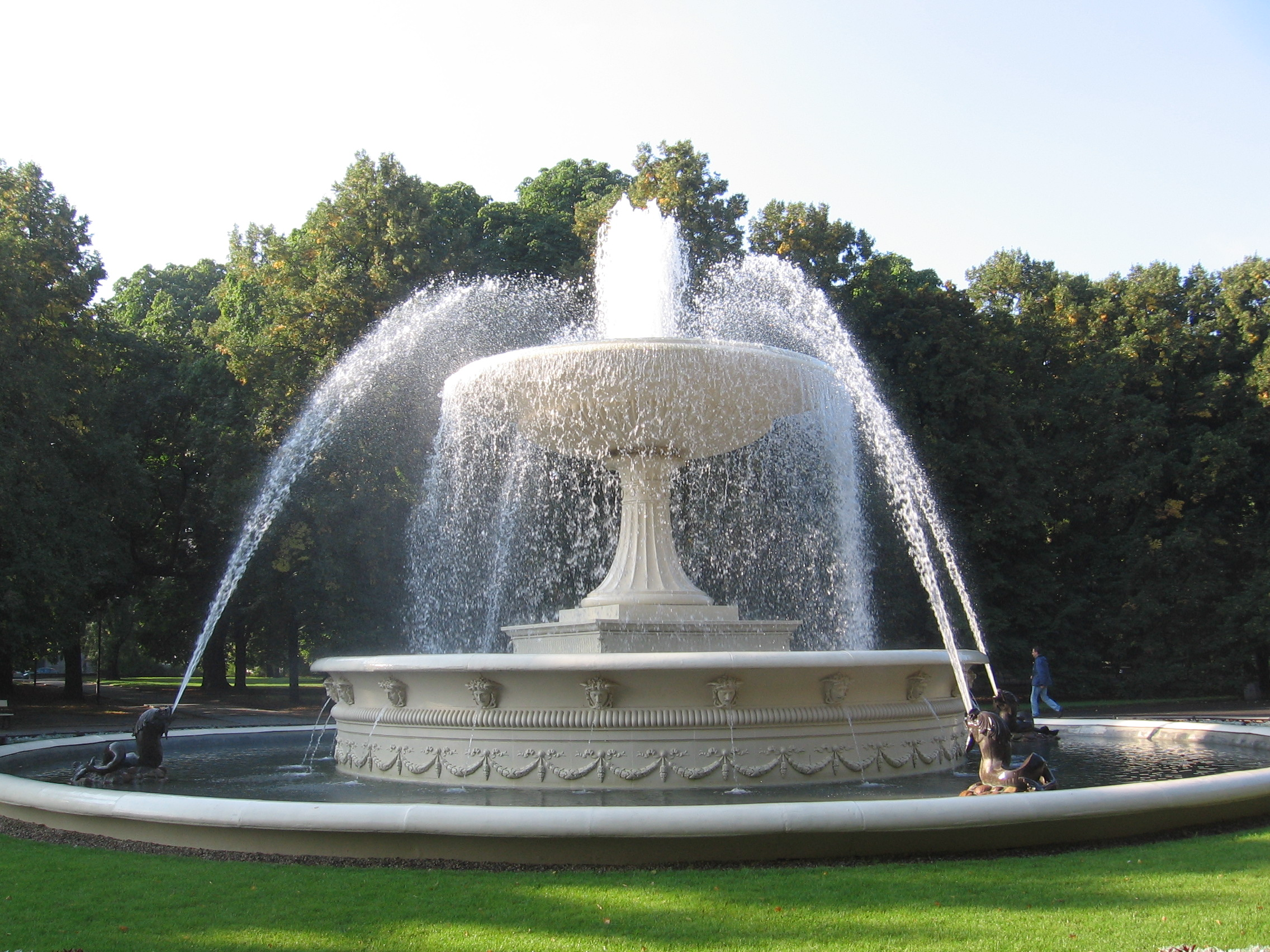
Фонтан у Варшаві.
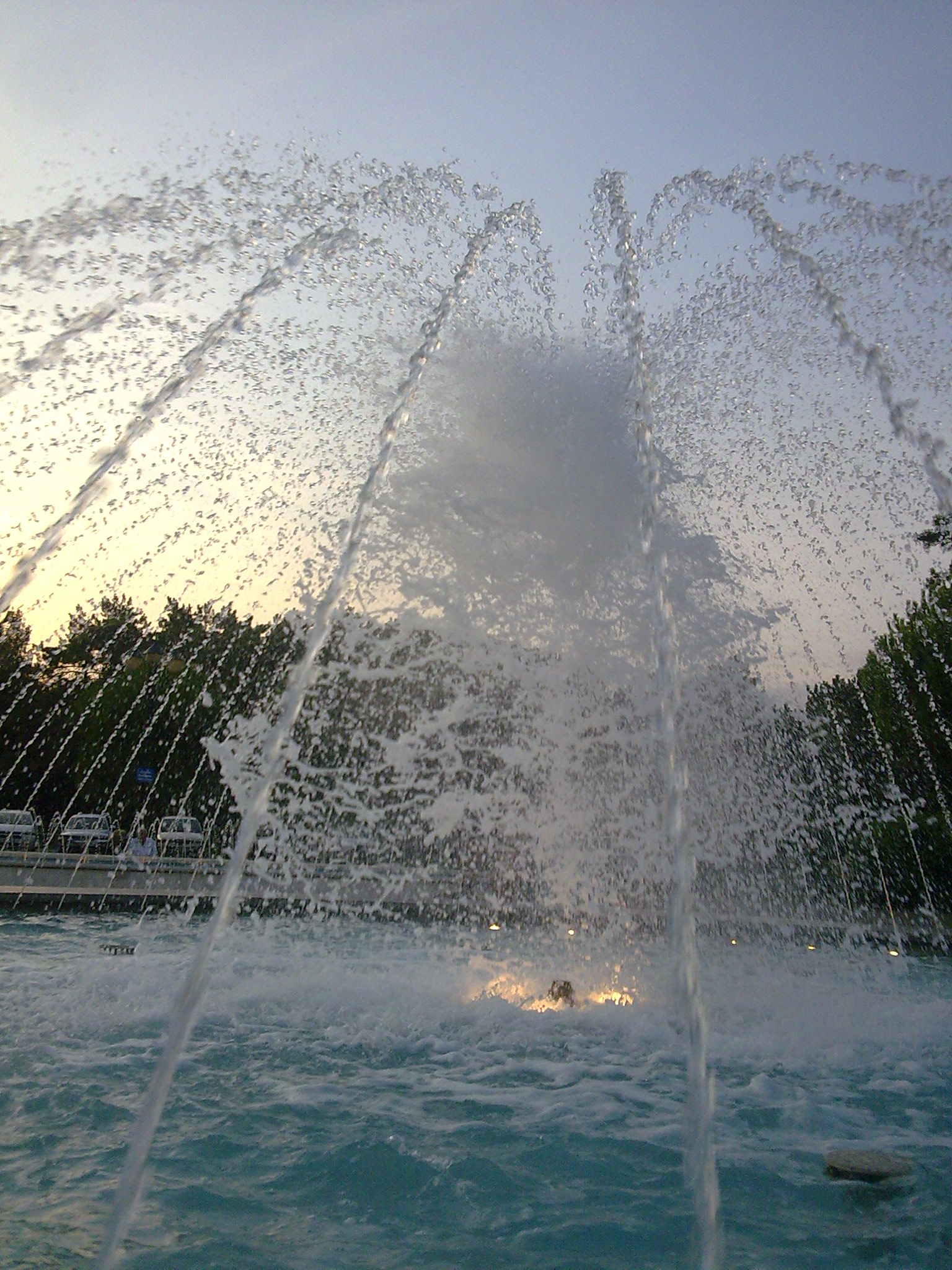
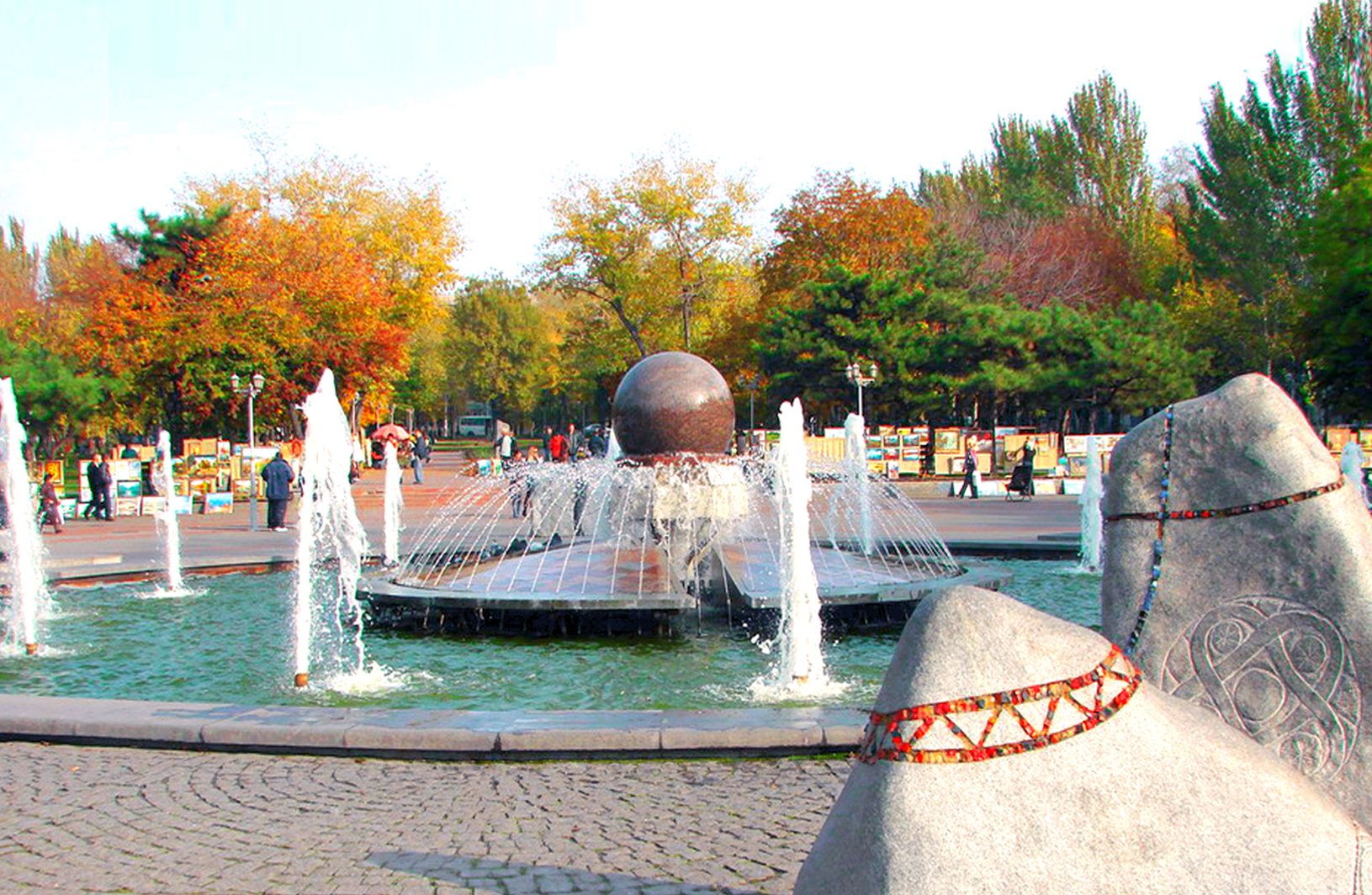
Фонтан Життя в Запоріжжі із Вернісажем Запорізьких митців на задньому плані
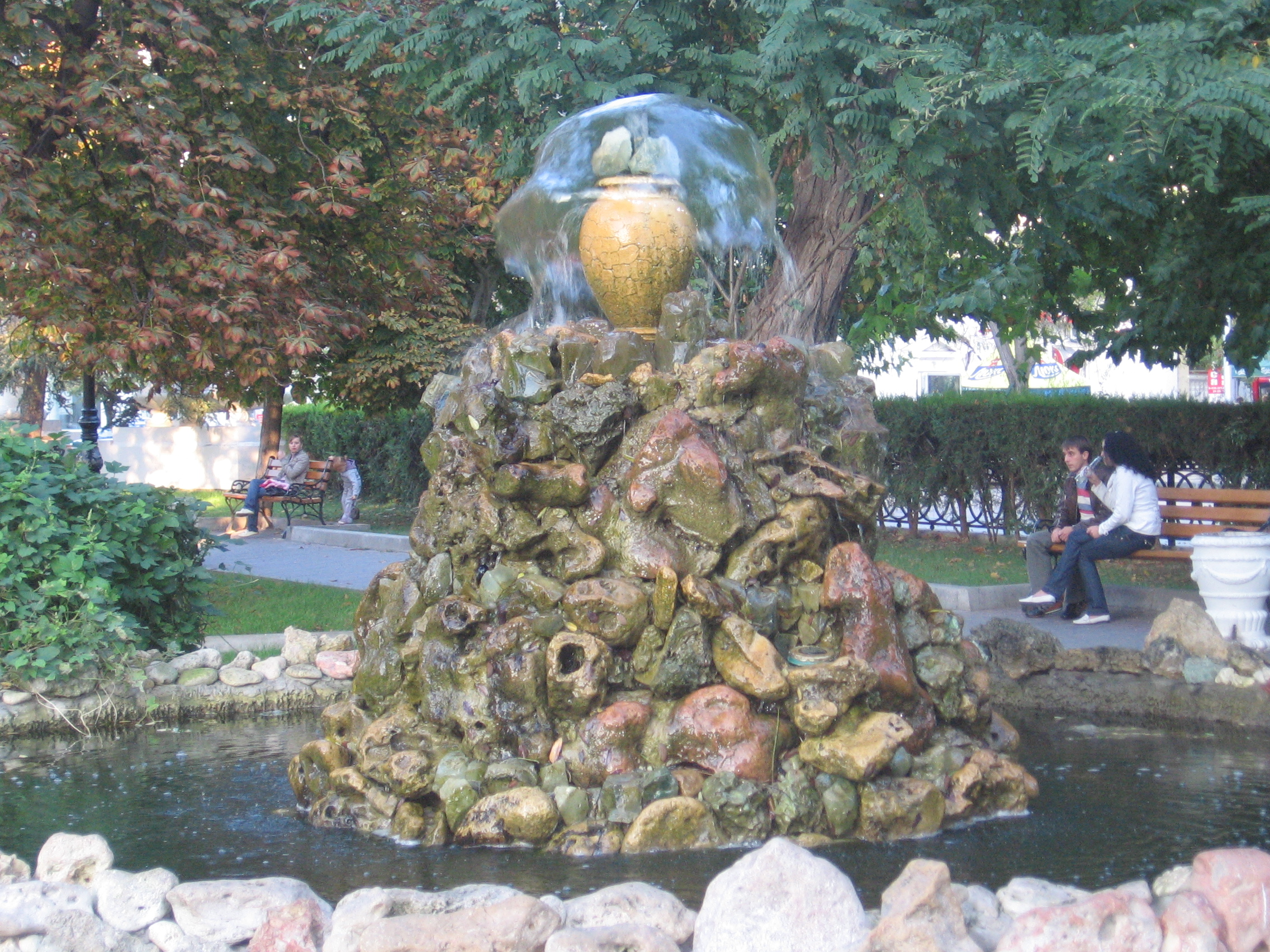
Фонтан у Севастополі